# Demokratisk dannelse
Demokratisk dannelse er et begreb, som pædagoger har udviklet i forlængelse af den deliberative demokratitradition. Grundtanken er, at det er en samfundsopgave at uddanne borgerne til aktiv deltagelse i demokratiske processer. Rødderne til denne idealistiske indfaldsvinkel til demokratiet findes bl.a. hos Hal Koch, Jürgen Habermas, Wolfgang Klafki og Holger Henriksen, som alle forsøger at forene et dannelsesideal med et moderne demokratisk solidaritetsbegreb.
I nogle faglitterære værker skelnes mellem demokratisk dannelse og politisk dannelse. Der er dog ikke nogen klar og entydig definition af disse to beslægtede begreber; kommunitarister tager f.eks. udgangspunkt i fællesskabets værdier, som udtryk for politisk dannelse, mens universalister normalt fremhæver, at demokratisk dannelse hviler på universelle og umistelige rettigheder.  En mere pragmatisk skelnen går ud på at splitte begrebet i to beslægtede perspektiver: Demokrati i undervisningen (demokratisk dannelse) og undervisning i demokrati (Politisk dannelse). Sammen med skolen som organisation og skolens relationer til det omgivende samfund udgør disse perspektiver læring til og om demokrati i praksis 
Demokratisk dannelse udfolder sig i alt væsentligt i livsverdenen, hvor den er både en livsform og en måde at forholde sig til den anden på. Demokrati er i dette perspektiv en dannelsesproces gennem kommunikativ handlen, hvor individet under ansvar for fællesskabet indgår i et forpligtende medborgerskab.

## Jürgen Habermas om den herredømmefrie kommunikation
En af det deliberative demokratis førende talsmænd, Jürgen Habermas, har udviklet en egentlig teori om forudsætningerne for det deliberative demokratis udvikling til dannelse gennem kommunikativ handlen. I offentligheden bør der gælde fastlagte regler for vilkårene for debatten hvilende på diskursetikken. Disse regler omfatter krav om:
1. sandhed (at tale i overensstemmelse med de kendte fakta),
2. sandfærdighed (at udtrykke sig i overensstemmelse med sin opfattelse af, hvordan verden bør være) og
3. rigtighed (at udtrykke sig i overensstemmelse med sine følelser). [4]

Disse regler skaber grundlaget for en "herredømmefri" samtale, hvis mål er at skabe enighed (konsensus) om grundlæggende samfundsmæssige udviklingstræk om fx opbygningen af velfærdsstaten  Hermed vil der, ifølge Habermas, skabes rum for livsverdenens fornuft, som er frigjort fra systemverdenens strategiske tænkning. Systemets medier, penge og magt bør først ind i billedet, når beslutningen er truffet og skal gennemføres. Den herredømmefri samtale sker i et frit forum og kan derfor ikke sættes igennem over for juridiske og forvaltningsmæssige procedurer, som kræver et formaliseret sprog. Den fri meningsdannelse er medvirkende til at sikre, at samspillet mellem offentligheden og de anvendte strategiske virkemidler udvikler sig i et positivt samspil.  I dette perspektiv er det centrale indhold i demokratisk dannelse respekten for samtalens spilleregler.